# Písemný rozkaz

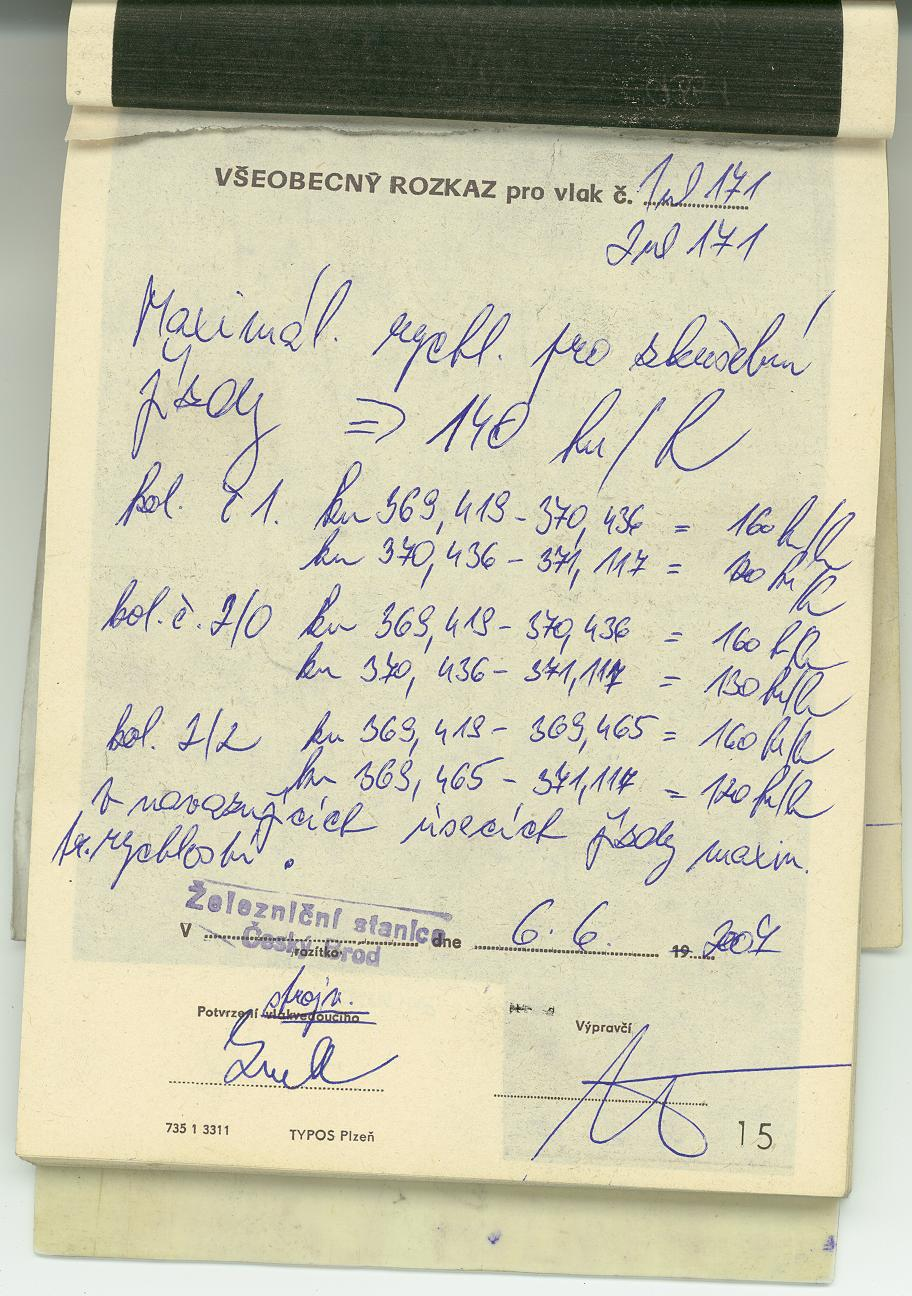
Všeobecný rozkaz

Písemný rozkaz je dokument, kterým pracovník odpovědný za řízení železniční dopravy (výpravčí, strážník oddílu, zaměstnanec pro řízení sledu, v odůvodněných případech může být výpravčím nadiktován výhybkáři, případně jinému zaměstnanci, určenému ZDD) zpravuje strojvedoucího o mimořádnostech souvisejících s jízdou vlaku. 
Písemný rozkaz může být sepsán pracovníkem řízení dopravy ručně (na předepsaný tiskopis), nebo pomocí výpočetní techniky. V takovém případě je rozkaz doručen strojvedoucímu, který potvrdí převzetí rozkazu podpisem originálu (který vrátí), průpis si ponechá. V případě, že není možné rozkaz doručit, je možné sdělení předat telekomunikačním zařízením, které strojvedoucí zapíše do tiskopisu, který má k dispozici na svém stanovišti.

## Písemné rozkazy na síti Správy železnic
Na síti Správy železnic se používají tyto písemné rozkazy:
- všeobecný rozkaz bílé barvy (zkráceně „rozkaz V“)
- rozkaz k opatrné jízdě žluté barvy nebo se žlutým pruhem (zkráceně „rozkaz Op“)
- rozkaz pro tratě s automatickým blokem zelené barvy nebo se zeleným pruhem (zkráceně „rozkaz Z“)
- příkaz vlaku bílé barvy (zkráceně „rozkaz Pv“)
- všeobecný rozkaz pro PMD bílé barvy s předtištěným zněním (zkráceně „rozkaz V PMD“)[1]
- všeobecný rozkaz pro PMD na vyloučenou kolej
- příkaz vlaku pro trať se zjednodušeným řízením drážní dopravy (zkráceně „PvD3“)
- příkaz vlaku pro tratě vybavené radioblokem (zkráceně „PvRB“)
- Písemné rozkazy ETCS